# Catálogo de la Flora Venezolana
Catálogo de la Flora Venezolana (abreviado Cat. Fl. Venez.) es un libro ilustrado con descripciones botánicas. Fue escrito conjuntamente por Henri Pittier, Tobías Lasser, Ludwig Schnee, 
Zoraida Luces de Febres y Víctor Manuel Badillo. La edición consta de dos volúmenes y se publicó en Caracas en los años 1945-1947. 